# 九龍冰室 (電影)
《九龍冰室》是一部於2001年上映的香港電影，由鄭伊健、莫文蔚、李彩樺領銜主演，內容圍繞著一個前黑社會風雲人物浪子回頭的故事。 「九龍冰室」就是香港傳統冰室：大華冰室（已結業）中取景拍攝，香港票房為HK571萬港元 。

## 故事大綱
江湖人物九紋龍（鄭伊健飾）昔日叱吒風雲，出獄後在舊拍擋的「九龍冰室」內做侍應，決心反璞歸真。然而，九紋龍回歸的消息瞬間傳遍，江湖泛起暗湧。九紋龍意想不到，原來前女友Helen（莫文蔚飾）已為他生了一個兒子名兆龍，兆龍的出現更令九紋龍決心過平凡的新生活。同時，他也認識了兆龍的班主任亞蒙（李彩樺飾）。Helen得悉九紋龍回來，滿心歡喜地從外地回來找九紋龍重聚，希望九紋龍東山復出，重現當日激情澎湃的日子……

## 人物角色
| 演員     | 角色           | 備註                                       |
| 鄭伊健   | 文諾言(九紋龍) | 黑道上曾經叱吒一時，重情重義               |
| 莫文蔚   | 潘艷紅 Helen   | 文諾言前女友，潘兆龍生母                   |
| 李彩樺   | 蒙老師         | 潘兆龍導師                                 |
| 黃品源   | 皇子           | 於香港擁有勢力之臺灣黑道，後單挑輸給文諾言 |
| 林雪     | 康哥           | 曾與文諾言於江湖打滾，後退下火線           |
| 呂頌賢   | 火山           | 諱忌文諾言重返江湖，刻意挑釁皇子與文諾言   |
| 杜汶澤   | 長髮           | 曾為文諾言手下                             |
| 車婉婉   | JoJo           | 潘艷紅司機                                 |
| 譚偉豪   | 潘兆龍         | 潘艷紅之子，自少未嚐家庭溫暖               |
| 張崇基   | 金鷹           | 三鷹，曾為文諾言手下                       |
| 陳少邦   | 紅鷹           | 三鷹，曾為文諾言手下                       |
| 戴豪輝   | 大鷹           | 三鷹，曾為文諾言手下                       |
| 谷峰     |                | 文諾言父                                   |
| 張綺桐   | Bonnie         | 潘艷紅友人                                 |
| 谷垣健治 | 阿樂           | 隨文諾言前往泰國，遭砍死                   |
| 蕭炳林   | 王發           |                                            |
| 車劍暉   | 阿飛           | 隨文諾言前往泰國，遭砍死                   |
| 馮勉恆   |                | 九龍冰室侍應                               |
| 陳寶駿   | 小明           | 九龍冰室侍應                               |
| 謝振邦   |                | 九龍冰室侍應                               |
| 余翠芝   |                | 蒙老師友人                                 |
| 楊證樺   |                | PK強手下                                   |
| 陳生     |                | 社團老頂                                   |
| 黃金棠   |                | 社團大哥                                   |
| 金來群   |                | 潘艷紅保鑣                                 |
| 莫偉文   |                | 文諾言、康哥年輕時收保護費對象             |
| 楊和     |                |                                            |

## 軼事
- 該部電影也是李彩樺進入影壇首部電影。
- 為了達到長短腳的效果，鄭伊健特別在鞋底加上厚厚的鞋墊。伊健謂扮瘸子比演出動作場面更辛苦，因為盤骨部位會十分疲倦。
- 該片是導演馬楚成首度嘗試拍江湖片。他坦言：“其實我一直都好想拍一部反江湖片，用另一角度去帶出黑社會的黑暗面，希望年輕人真真正正去了解黑社會，不要誤入歧途。」
- 此片主角原型乃取材自台灣新北市板橋區埔墘地區巷仔底文龍真人真事改編。

## 電影歌曲

### 插曲
《寂寞的戀人啊》
- 作曲：王一隆
- 作詞：李宗盛
- 主唱：莫文蔚
- 製作：滾石唱片

## 各地電影分級制度
| 國家／地區 | 級別 |
| ---------- | ---- |
| 香港       | IIB  |
| 澳門       | IIA  |
| 马来西亚   | U    |
| 新加坡     | PG   |

## 獎項
- 提名：第38屆金馬獎《最佳男主角》 - 鄭伊健

## 外部連結
- 《九龍冰室》官方網頁
- Yahoo奇摩電影上《酷！英雄》的資料（繁體中文）
- 開眼電影網上《酷！英雄》的資料（繁體中文）
- 豆瓣电影上《九龍冰室》的資料 （简体中文）
- 时光网上《九龍冰室》的資料（简体中文）
- AllMovie上《九龍冰室》的资料（英文）
- 爛番茄上《九龍冰室》的資料（英文）
- 香港影庫上《九龍冰室》的資料（繁體中文）
- 互联网电影数据库（IMDb）上《九龍冰室》的资料（英文）